# スタテンダム (客船・5代)
パシフィック・エデン（Pacific Eden）は、P&Oクルーズ・オーストラリアが運航しているクルーズ客船。

## 概要
ホランド・アメリカ・ラインは1988年に60,000総トン型2隻の新造を計画し、西ドイツ（当時）のブレーマー・ヴルカン造船所に発注したが、1989年にカーニバル・コーポレーションに買収され傘下に入ったことにより、この計画は中止された。
親会社となったカーニバルは改めてホランド・アメリカ・ライン向けに55,000総トン型3隻（後に1隻追加）を新造する計画を立て、1990年10月にイタリアのフィンカンティエリ社モンファルコーネ工場に発注した。
これがスタテンダム級で、本船はその1番船として1991年7月30日に起工され、当初は1992年秋に引き渡される予定であったが、建造の遅れで竣工予定は12月に延び、さらに12月7日に機関室内で発生した電気系統の火災事故の影響で翌年の1993年1月にようやく竣工した。船価は2億5千万ドル。
2019年4月に引退すると発表している。
また同型の2番船は1993年12月、3番船は1994年、4番船は1996年にそれぞれ竣工した。

## 同型船
- 2番船　「マースダム（Maasdam）」
1993年12月竣工。
- 3番船　「ラインダム（Ryndam）」
1994年9月竣工。
- 4番船　「ヴィーンダム（Veendam）」
1996年5月竣工。